# Andreas Lefevre
Andreas Lefevre (* 1979) ist ein ehemaliger deutscher American-Football-Spieler.

## Laufbahn
Lefevre stand von 1999 bis 2003 im Aufgebot der Hamburg Blue Devils. 2001, 2002 und 2003 gewann er mit der Mannschaft das Endspiel um die deutsche Meisterschaft. Später spielte er für die Kiel Baltic Hurricanes. Lefevre war deutscher Nationalspieler, bei der Europameisterschaft 2001 holte er mit der Auswahl des American Football Verband Deutschlandes (AFVD) den Titel. Bei der WM 2003 wurde der 1,83 Meter große Spieler mit Deutschland Dritter.
Lefevre, der Fahrzeugbau studierte, wurde als Kicker und Punter sowie teils auch als Passempfänger eingesetzt.